# You've Got a Way
"You've Got a Way" é uma canção da cantora canadense Shania Twain, lançada como o novo single de seu terceiro álbum de estúdio Come on Over (1997). 
Escrita por e Robert John "Mutt" Lange e Twain. "You've Got a Way" foi Lançado como o oitavo single para estações de rádio country, quarto na rádio adult contemporary, e quinto na Oceania. A canção ganhou uma indicação ao prêmio Grammy em 2000 na categoria "Canção do Ano". Uma nova versão da canção foi usada para a trilha sonora do filme Um Lugar Chamado Notting Hill. Twain apresentou a canção na turnê Come on Over (1998-1999) em um medley com duas outras baladas de seu álbum anterior.

## Desempenho nas paradas musicais
| Parada musical (1999)                                    | Posição |
| -------------------------------------------------------- | ------- |
| Austrália - ARIA charts                                  | 28      |
| Canadá - Canadian Singles Chart                          | 17      |
| Canadá - RPM Country Singles                             | 1       |
| Nova Zelândia - RIANZ Singles Chart                      | 17      |
| Estados Unidos - Billboard Hot Country Songs             | 13      |
| Estados Unidos - Billboard Hot Adult Contemporary Tracks | 6       |
| Estados Unidos - Billboard Hot 100                       | 49      |